# 马诺埃尔埃米迪乌
马诺埃尔埃米迪乌（葡萄牙語：Manoel Emídio）是巴西皮奥伊州的一个市镇。总面积1618.951平方公里，总人口5361人，人口密度3.3人/平方公里。